# Masat–1
A Masat–1 MO–72 (a magyar és satellite szavakból képzett szó) az első teljesen magyar építésű műhold. A mintegy 1 kg tömegű, 10 cm élhosszú kocka formájú technológiai pikoműholdat a Budapesti Műszaki és Gazdaságtudományi Egyetemen fejlesztették. Magyar idő szerint 2012. február 13-án 11 órakor indították útnak, több más műhold társaságában, az ESA új Vega hordozórakétájának első küldetésén, a Francia Guyana-i Kourou melletti Guyana Űrközpontból. A műholdon helyet kapott egy VGA-felbontású kamera is. A BME 2015. január 8-án bejelentette, hogy előzetes kalkulációjuk szerint valamikor január 10-e körül, a folyamatosan süllyedő pályamagasságú Masat−1 visszatér a légkörbe és megsemmisül, ami végül is valamikor január 9-én 23.15 és január 10-én 0.45 közt történt meg.

## Előzmények

### CubeSat Projekt
A CubeSat Projectet a California Polytechnic State University és a San Luis Obispo and Stanford University's Space Systems Development Lab dolgozta ki. Célja, hogy a bekapcsolódó egyetemek 10×10×10 cm méretű, legfeljebb 1 kg tömegű, működő pikoműholdakat fejlesszenek ki. A programhoz már több mint 60 felsőoktatási intézmény csatlakozott; például Románia a Goliat, valamint Lengyelország a PW-Sat elnevezésű műholdjával.

### Hazai előzmények
A Budapesti Műszaki és Gazdaságtudományi Egyetem (BME) Űrkutató Diákkörének tagjai 2006-ban, egy BME-konferencián látták meg a würzburgi egyetem által kifejlesztett pikoműholdat, majd 2007-ben, a Lengyel-Magyar Űrkutatási Konferencián megismerhettek egy lengyel egyetemi fejlesztésű kisműholdat. Ezután fogalmazódott meg bennük, hogy csatlakozzanak a projekthez, és saját fejlesztésű űreszközt hozzanak létre.
Projektvezető: Gschwindt András
Csapat: Horváth Gyula, Szombathy Csaba, Kovács Zoltán, Marosy Gábor, Bükkfejes András, Czifra Dávid, Dudás Levente, Glisics Sándor, Hödl Emil, Knipfer Balázs, Mezei Tibor, Szimler András, Temesvölgyi Tamás, Vancsik János, Varga Lajos, Várhegyi Zsolt

## Cél
A cél az volt, hogy egy 10 cm-es élhosszúságú kockába integráljanak egy olyan 1 kg tömegű rendszert, mely képes túlélni a felbocsátáskori rázkódást, alkalmazkodik a szélsőséges környezethez (pl. széles hőmérsékleti tartomány, vákuum), a Földtől 2000 km magasságban legalább 3 hétig képes működni és folyamatosan kommunikálni a földi vezérlőállomással. Az utolsó pillanatban kiderült, hogy még van hely egy kis tömegű kamera elhelyezésére is a műholdban (VGA érzékelőlap, 640*480 pixel). Az első képek nem sikerültek, de miután a műhold elvégezte alapfeladatait és sikerrel átvészelte a 2012. március eleji napvihart, az üzemelő csapat elkészítette az első sikeres képeket a Földről.

## Összefogás
A 30 millió forintos anyagköltségű projekt megvalósításába az egyetem Űrkutató Csoportja, több tanszéke (Elektronikus Eszközök Tanszéke, Széles sávú Hírközlés és Villamosságtan Tanszék), valamint számos külső cég bekapcsolódott. A Masat–1 kifejlesztése megközelítőleg 56 000 mérnökórát vett igénybe.

## Technikai specifikáció
- Műhold osztály: 1U CubeSat[9]
- Méretek: 10 cm × 10 cm ×10 cm[9]
- Tömeg: 985 g[10]
- Meghajtás: nincs[9]
- Várható élettartam: minimum 3 hónap[9]
- Bemeneti teljesítmény: 1,2 – 2,2 W[9]
- Kommunikáció típusa: Half-duplex[9]
- Frekvencia: 437,345 MHz[11]
- Adatsebesség: 625/1250 bps[11]
- Moduláció: 2-GFSK[11]
- Adóteljesítmény: 100/400 mW[11]
- Telemetria protokoll: módosított ESA PUS v1[9]
- Hívójele: HA5MASAT[11]
- Digitális kamera: VGA érzékelőlap, 640*480 pixel

## A műhold rendszerei
- Nagy megbízhatóságú energiaellátó rendszer: MPPT (Maximum Power-Point Tracker). Az ezzel kapcsolatos kutatási feladat: a lítiumion polimer akkumulátorok in situ tesztje.
- Kommunikációs egység: kis fogyasztású rádiós alrendszer. Kutatási feladat: ESA ajánlású kommunikációs adatformátumok kipróbálása.
- Redundáns fedélzeti számítógép és adatgyűjtő rendszer.
- A műhold orientációját monitorozó és vezérlő rendszer: fél-aktív elektromágneses stabilizáló berendezés.
- VGA-kamera. Feladat: Közel meteorológiai minőségű fotók készítése a Földről.

## Története
A startra 2012. február 13-án, magyar idő szerint 11 órakor került sor. Egy Vega hordozórakéta juttatta a világűrbe a Kourouban levő Guyana Űrközpontból. A felbocsátás költsége kb. 20 millió forint volt. A Magyar Posta emlékbélyeget bocsátott ki, a Magyar Nemzeti Bank pedig kupronikkel emlékérmet adott ki a felbocsátás alkalmából.
2012. február 16-án a Masat–1 megkapta William (Bill) Tynan W3XO OSCAR Number Administratortól az MO−72 nevet és besorolást. A betűk jelentése: M-Magyar, O-Orbiting satellite carrying amateur radio. A 72 jelentése, hogy a Masat–1 a 72. üzembe lépett műhold a rádióamatőr-műholdak sorában.
2014. november 10-én, a műhold keringésének ezredik napján a Magyar Nemzeti Múzeumban állították ki a másolatát.
A Budapesti Műszaki Egyetem 2015. január 8-án bejelentette, hogy a már megsemmisült spanyol, lengyel és román műholdak adatai alapján várhatóan valamikor január 9. este tíz és január 10. délután három között a folyamatosan süllyedő pályamagasságú Masat−1 visszatér a légkörbe és megsemmisül. A műholdról származó utolsó adatcsomagot közép-európai idő szerint 2015. január 9-én 21.21-kor vették.

## A telemetria vétele
A rádió a 70 centiméteres amatőr sávon működik, így bármely rádióamatőr veheti a telemetriai adatokat a pálya ismeretében, a műhold honlapjáról letölthető dekódoló szoftver segítségével, és visszaküldheti a vett adatokat a fejlesztőknek. Így arról az időszakról is lesznek adatok, amikor a műhold nem látszik a BME földi állomásáról. A műhold a digitális telemetria mellett a HA5MASAT hívójelet is leküldi morzekódban.
2009. március végén sikeresen tesztelték a műholdhoz tartozó földi adóvevőrendszert, a Nemzetközi Űrállomáson tartózkodó Charles Simonyival léptek kapcsolatba.
2009 őszén sikeres magaslégköri tesztet hajtottak végre vele. Egy meteorológiai ballonnal 2 óra alatt 32 km magasba emelték, eközben a földről kamerával és rádióval is követték. A −60 °C hőmérsékleten a majdnem teljes vákuumban a fedélzeti rendszerek jól működtek és a földi rádióállomás is jól vizsgázott.

## Működése
- A repülés első hetében megfigyelik a műhold rendszereinek működését és tesztelik a kétirányú kommunikációt.
- A második héten kezdődnek az intenzív kísérletek. A legfontosabb feladat a fél-aktív elektromágneses stabilizáló rendszer beindítása és kipróbálása.[17]
- Ezután a műhold hosszabb ideig árnyékos pályán fog haladni, így energiakészlete csak az alapfeladatok ellátására lesz elegendő.[18][19][20]
- A tervek szerint a műhold 3 hónapig működik majd, és 3−4 év múlva fékeződik le annyira, hogy belépjen a Föld légterébe és elégjen.[21]
- Küldetése első két hetében a műhold 200 keringést tett a Föld körül, az irányítóközpont és a rádióamatőrök 200 000 adatcsomagját rögzítették, ami 12 megabájt adatmennyiséget jelent.[22]
- 2012. március 8-án elkészülnek az első képek a Földről. Később több kép is készült, amely a kategóriában kiemelkedő minőségű. A kísérlet eredménye a jövőbeli lehetőségek szempontjából iparági jelentőségű lehet.

## További tervek
- Masat–2: 2012 végén kezdték meg a fejlesztését.[23]
- Masat–3: Már egy igazi, nagy műhold lehetne (nem CubeSat szabványos), és az ESA-val való együttműködés keretében készülne el.
- Smog−1: kisméretű (5×5×5 centiméteres) műhold az ember keltette elektromágneses szennyezés mérésére a Föld körül. Ilyen méretű világűrben működő műhold 2015-ig még nem készült.[24]

## Díjak
- Pro Urbe Budapest-díj (2012)